# NHL All-Star Csapat
Az NHL All-Star csapatokat először 1931-ben állították össze mintegy tiszteletül a szezon legjobb sportolóinak.

## 1931–1940
1930–1931:
1931–1932:
1932–1933:
1933–1934:
1934–1935:
1935–1936:
1936–1937:
1937–1938:
1938–1939:
1939–1940:

## 1941–1950
1940–1941:
1941–1942:
1942–1943:
1943–1944:
1944–1945:
1945–1946:
1946–1947:
1947–1948:
1948–1949:
1949–1950:

## 1951–1960
1950–1951:
1951–1952:
1952–1953:
1953–1954:
1954–1955:
1955–1956:
1956–1957:
1957–1958:
1958–1959:
1959–1960:

## 1961–1970
1960–1961:
1961–1962:
1962–1963:
1963–1964:
1964–1965:
1965–1966:
1966–1967:
1967–1968:
1968–1969:
1969–1970:

## 1971–1980
1970–1971:
1971–1972:
1972–1973:
1973–1974:
1974–1975:
1975–1976:
1976–1977:
1977–1978:
1978–1979:
1979–1980:

## 1981–1990
1980–1981:
1981–1982:
1982–1983:
1983–1984:
1984–1985:
1985–1986:
1986–1987:
1987–1988:
1988–1989:
1989–1990:

## 1991–2000
1990–1991:
1991–1992:
1992–1993:
1993–1994:
1994–1995:
1995–1996:
1996–1997:
1997–1998:
1998–1999:
1999–2000:

## 2001–2010
2000–2001:
2001–2002:
2002–2003:
2003–2004:
2005–2006:
2006–2007:
2007–2008:
2008–2009:
2009–2010:

## 2011–2020
2010–2011
2011–2012
2012–2013
- Ovecskin az első játékos a liga történetében, akit mind két csapatba beszavazták, köszönhetően egy szavazási hibának. Mind jobb, mind bal szélsőnek is volt jelölve.[1]

2013–2014
2014–2015:
2015–2016:
2016–2017:
2017–2018:
2018–2019: